# 우에스기 사다카쓰
우에스기 사다카쓰(일본어: 上杉定勝, 1604년 6월 2일 ~ 1645년 10월 29일)는 에도 시대 전기의 다이묘이다. 요네자와번 제2대 번주로서 아명은 다마마루(玉丸), 센토쿠(千徳)이며, 통칭은 기헤이지(喜平次)이다.
게이초 9년(1604년) 5월 5일, 요네자와 선대 번주 우에스기 가게카쓰의 맏아들로 태어났으며, 가게카쓰의 유일한 친아들이다. 게이초 15년(1610년), 쇼군 도쿠가와 히데타다를 배알하였고, 이때 센토쿠라는 이름을 하사받았다. 겐나 9년(1623년) 2월 13일, 에도 성에 등성하여 쇼군 히데타다를 접견하여, 종4위하에 서임되고, 시종 직에 임관되었으며, 단조다이히쓰(弾正大弼)를 겸임하였다. 같은해 5월 13일, 아버지 가게카쓰가 사망함에 따라 가문을 계승하고 번주가 되었다. 간에이 3년(1626년) 8월 9일, 사콘에곤노쇼쇼(左近衛権少将)로 전임하였고, 단조다이히쓰 직은 유지하였다. 이보다 앞서 간에이 원년(1624년)에 쇼군의 계획으로 나베시마 가쓰시게의 딸과 혼인하였다. 간에이 11년(1634년)에는 3대 쇼군 도쿠가와 이에미쓰(德川家光)의 상락을 호종하였다. 간에이 20년(1643년)에는 아이즈번주 가토 아키나리(加藤明成)의 삭봉 처리를 수행하였다. 쇼호 2년(1645년) 9월 10일, 42세로 사망하였고, 적자인 쓰나카쓰(綱勝)가 그 뒤를 이었다.

## 번 통치
간세이 15년(1638년)에 6척 5촌을 1보로 하는 삼백일반제(三百一反制)로써 총검지(総検地)를 실시하였고, 공조(貢租) 제도를 정비하였다. 또한 부교(奉行), 군다이(郡代), 다이칸(代官) 등의 번 통치, 향촌 지배 체제를 정비하여, 번주 직속 지배 체제의 강화를 추진하였다. 그리고 도쿠가와 막부의 지령을 받아 크리스천 단속을 강화했다. 간에이 5년(1628년)에는 아마카스 노부쓰나를 처형하는 등, 영지 내에서 번사를 포함한 다수의 크리스천들을 체포하여 사형에 처하였고, 간에이 16년(1639년)에 기리시탄요코메(吉利支丹横目)를 향촌에 배치시켰다. 한편 번사들에 대해서는 '다른 가문의 풍조를 흉내내지 말고, 만사 검소하고 의례에 따르는 것을 예절의 주지로 삼고, 의복은 고소데(小袖) 상하와 기리하카마(桐袴) 등은 입어선 안되며, 오로지 문무충효에 힘써야 한다'는 법령을 반포했다. 이 법령은 이후 우에스기 하루노리(上杉治憲)가 처음 입부하던 때의 '어조목'에 첨부되어 있다.
| 전임 우에스기 가게카쓰 | 제2대 요네자와번 번주 1623년 ~ 1645년 | 후임 우에스기 쓰나카쓰 |